# آرامگاه شیخ احمد غزالی
آرامگاه شیخ احمد غزالی مربوط به دوره صفوی - دوره قاجار است و در قزوین، خیابان شهید انصاری، کوچه امامزاده اسمعیل واقع شده‌است. این اثر در تاریخ ۲۷ آذر ۱۳۷۵ با شمارهٔ ثبت ۱۷۹۰ به‌عنوان یکی از آثار ملی ایران به ثبت رسیده‌است.